# Frimärke
För sjöfartstermen, se frimärke (sjöfart).

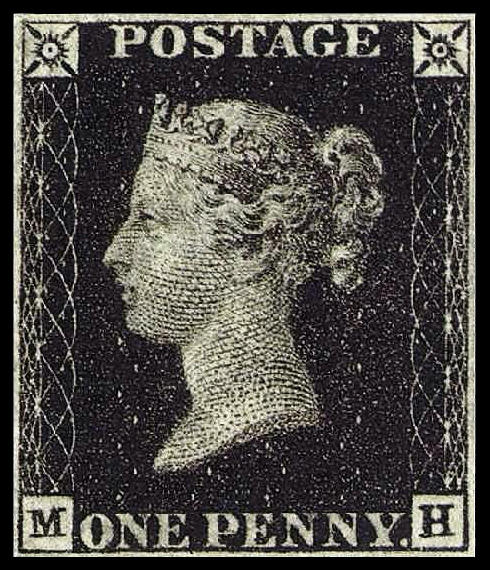
One Penny Black - världens första frimärke, utgivet i Storbritannien den 1 maj 1840, och giltigt som porto för postförsändelser fr.o.m den 6 maj samma år.

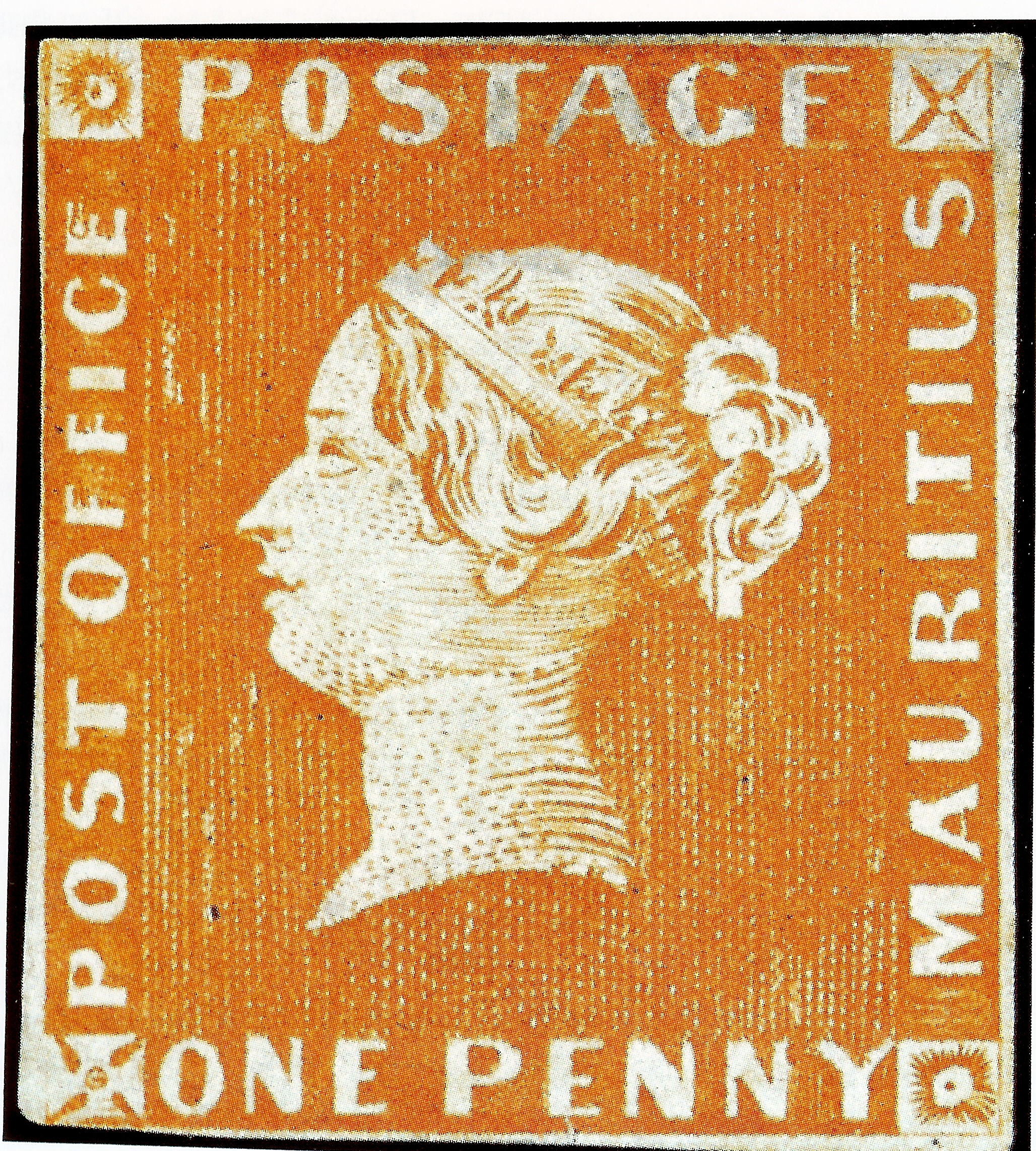
1 penny på ett Mauritius Post Office-märke.

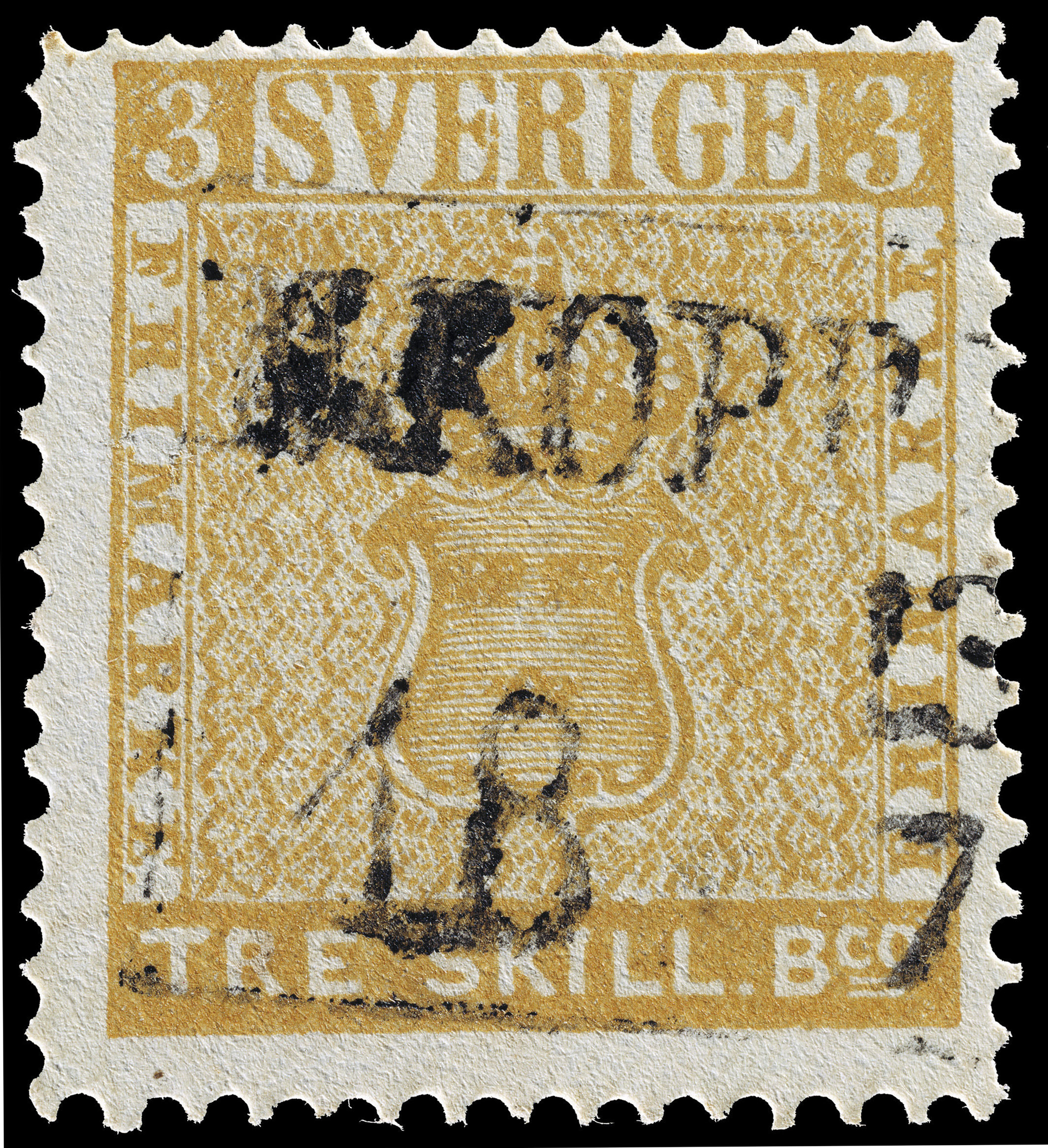
Tre skilling banco gul, ett färgfeltryck av ett svenskt frimärke. Det är känt i ett enda exemplar och är ett av världens dyraste frimärken. Äktheten har stundom ifrågasatts.

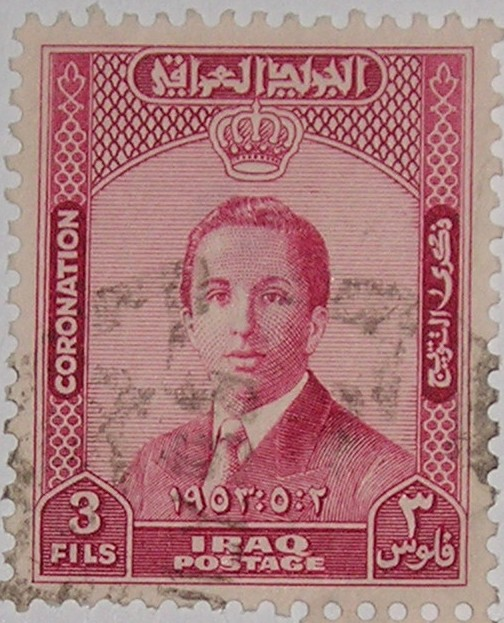
Ett frimärke från Irak från 1953 med deras dåvarande kung Faisal II.

Ett frimärke är en liten tryckt pappersbit (eller av plast) utgiven av postoperatör och som klistras på en postförsändelse och är ett kvitto på att betalning (porto) har erlagts för vidarebefordrandet av en försändelse.

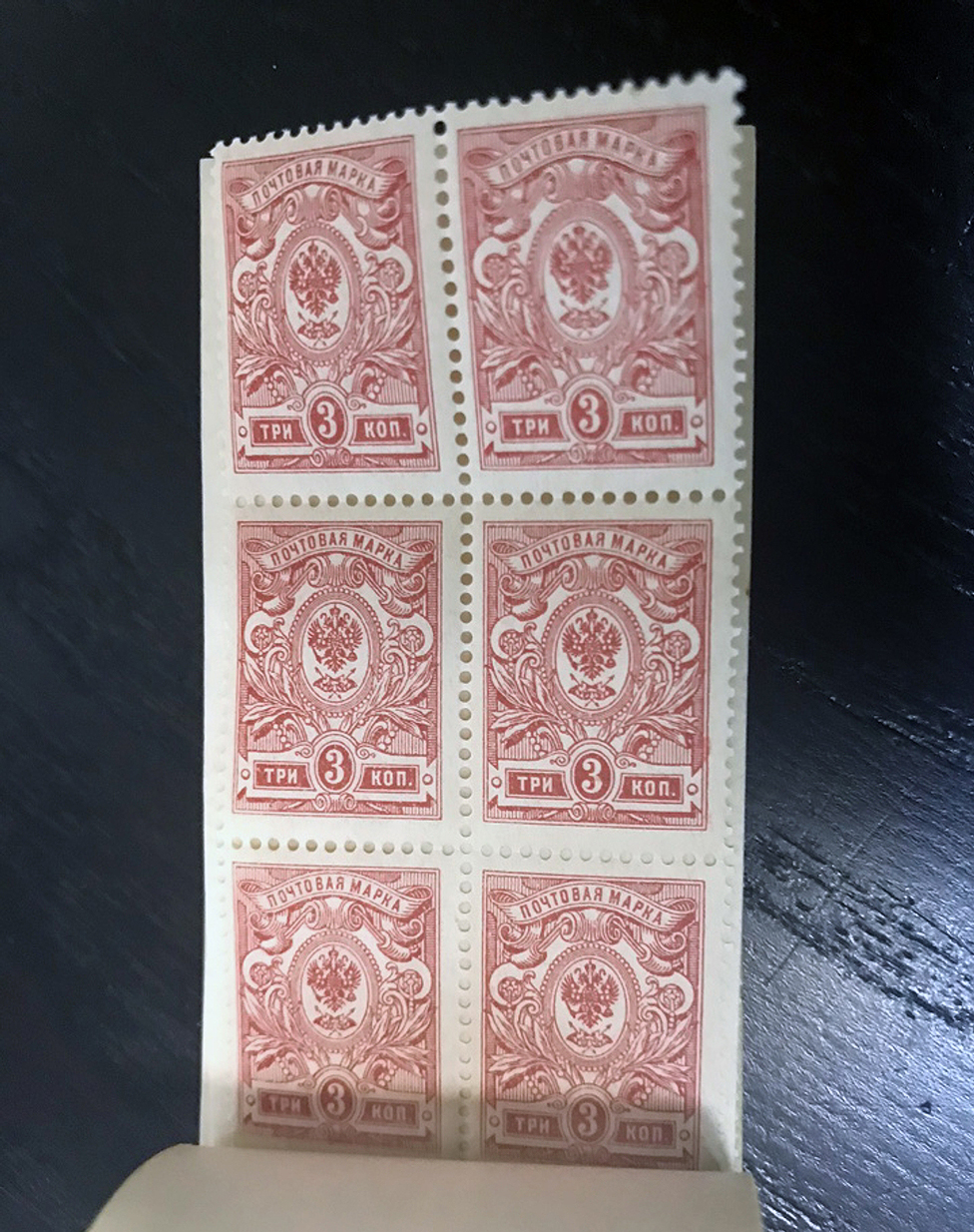
Ett häfte med 6 ryska märken om vardera 3 kopek från 1910.

## Historia
Innan det första frimärket gavs ut fanns det många frimärksliknande föremål. Marquis de Longueville skapade redan 1653 en avgiftsremsa ("Billet de poste payé") för Paris stadspost. Detta "frimärke" måste fästas med hjälp av en krampa eller sytråd på brevet för det fanns inget klister på baksidan. Likaså i Storbritannien fanns det vid senare delen av 1600-talet närbesläktade remsor. För dessa "Penny-Post-Trekantmärke" var Renouard de Valayer skaparen och de används av stadsposten i London. Vid början av 1800-talet fanns det i några städer så kallade "stadskuvert" med påtryckta frimärksliknande sigill.
Tanken med det första frimärket var att ändra det gällande regelverket. Fram till 1840 betalade mottagaren för brevets befordran. Nu skulle avsändaren betala. Dessutom skulle brevportot minskas så att också mindre välbeställda personer skulle kunna sända brev. 
Den 1 maj 1840 utkom i Storbritannien efter ett förslag av Rowland Hill det första frimärket med ett värde av 1 penny. Enhetsportot var 1 penny oavsett hur långt brevet skulle skickas inom landet. Frimärket blev dock giltigt för användning som porto för postförsändelser först fem dagar efter att det givits ut, d.v.s från och med den 6 maj 1840. Det första frimärket visade drottning Victoria och hade färgen svart. Bland frimärkssamlare betecknas märket som "One Penny Black".
För motivet fick Rowland Hill mer än tusen teckningar, men han var missnöjd med alla. I stället tog han skissen från ett mynt från 1837 som han tyckte mycket om. Gravören för frimärket var Henry Corbould och trycket skedde i tryckeriet Perkins, Bacon Petch.

## Frimärkets globala spridning
Snart följde andra länder med egna frimärken. 1841 och 1842 utkom i USA några frimärken för lokala områden. 1843 framställde Brasilien och kantonen Zürich i Schweiz sina första frimärken. 1847 kom Mauritius första frimärken ut och samma år de första allmänna märkena i USA. 1848 följde Bermuda, 1849 Bayern, Belgien och Frankrike, 1850 Österrike, Brittiska Guyana, Hannover, Nya Sydwales, Preussen, Sachsen, Schleswig-Holstein, Spanien, Schweiz och Victoria.
1851 kom de första frimärkena i Danmark, 1855 i Sverige och Norge och 1856 i Finland.
Det visade sig snart att frimärken var bra reklam för hemnationen, och därför avbildades på märkena lokala motiv, till exempel stadsvyer, i landet förekommande djur och kända personer.
De första svenska frimärkena gavs ut den 1 juli 1855 och hade som motiv Sveriges riksvapen. Det första porträttet var en profilbild av Oscar II utgivet 1885, medan den första vyn föreställde Posthuset och utgavs 1903. Det första frimärket av en icke kunglig person utgavs 1938 och föreställde Emanuel Swedenborg. Dessförinnan hade man dock i samband med Postverkets 300-årsjubileum 1936 låtit Axel Oxenstierna och Adolf Wilhelm Roos pryda två av seriens frimärken.
Samtidigt med utbredningen av frimärket spred sig också frimärkssamlandet över hela världen. Snart bildades olika samlarföreningar som utarbetade facktidningar och frimärkskataloger. 
Fram till slutet av 1900-talet hade i många stater bara de statliga postmyndigheterna tillstånd att utge frimärken, men nu finns också frimärken från privata operatörer.

## Former och utföranden
Frimärken ges ut i olika former och utföranden. De vanligaste formerna är ark, block, häfte och rulle. Vilken form frimärkena levereras i avgörs av såväl trycktekniska aspekter, som användning och estetiska skäl. De tidigaste frimärkena utgavs i ark utan perforering mellan de enskilda frimärkena. Senare tillkom perforering, för att underlätta användningen. För enskilda kunder, var ark om 50, 100 eller 200 frimärken i de flesta fall alltför stora enheter att köpa in. Posten eller särskilda frimärksförsäljare kunde därför leverera enstaka frimärken till kunderna. För att underlätta detta arbete och att även kunna försälja frimärken i frimärksautomater, introducerades frimärken på rullar, i Sverige benämnda bandfrimärken. En rulle kan innehålla 100, 200, 500 eller 1000 frimärken. Ett annat sätt att göra det enkelt för kunderna att förvara och hantera sina frimärken innan de användes för frankering, var att göra ett frimärkshäfte. Ett består av mindre antal frimärken, 4, 6, 8, 10 eller 20 av samma eller olika valörer, tryckta tillsammans och infogade i ett standardiserat omslag. I Sverige introducerades frimärkshäftena 1904 den 12 april. En variant av frimärkshäfte var automathäfte, som gjorde det enkelt att köpa ett mindre antal frimärken för de vanligast förekommande bruken i en automat.
Frimärken som har tillverkats i rullar har oftast perforering på två motstående sidor och ingen perforering på de övriga sidorna. Frimärken som tillverkats i häften kan ha perforering på alla sidor, men har vanligtvis endast perforering på två sidor. I moderna frimärkshäften förekommer självhäftande frimärken varför en del av omslaget samtidigt utgörs av en bärare för frimärket. Frimärkena har då inte någon klassisk perforering utan är skurna så att de lätt skall gå att tas loss från bäraren för användning. I frimärkshäften kan även andra objekt än frimärken förekomma. Det kan röra sig om tomma rutor av samma storlek och typ som frimärket, som används som utfyllnad. Det kan vara rutor med reklam eller postala uppmaningar, samt postala etiketter.
För att fästa frimärken har det används olika tekniker genom historien, i Sverige användes fram till 24 augusti 2017 gummi arabicum som lim där limmet behövde fuktas antingen genom att slickas på eller strykas med en blöt svamp. Sedan dess produceras frimärken med självhäftande lim på baksidan.
Fyrkantiga frimärken är vanligast, men även andra former förekommer.
Utgivningen av frimärken i block är vanligen associerad med jubileer eller evenemang. De är i regel speciellt konstnärligt utformade och innehåller ofta tryckt text eller motiv utanför de egentliga frimärkena. Det är också vanligt att ett block försäljs till ett högre pris än det nominella frankeringsvärdet. Då går mellanskillnaden ofta till något ideellt ändamål.
Ett och samma frimärke, dvs. samma motiv, samma valör och samma kulör kan finnas i olika utföranden beroende på om de hämtats från ett ark, ett häfte, en rulle eller ett block.

## Frimärkets minskade användning
Efter att frankeringsmaskiner blivit vanliga hos företag och organisationer, samt att e-post och sms används alltmer mellan privatpersoner, har frimärkets betydelse minskat. I vissa länder är frimärksutgivningen främst inriktad mot samlare.

### Portokoder

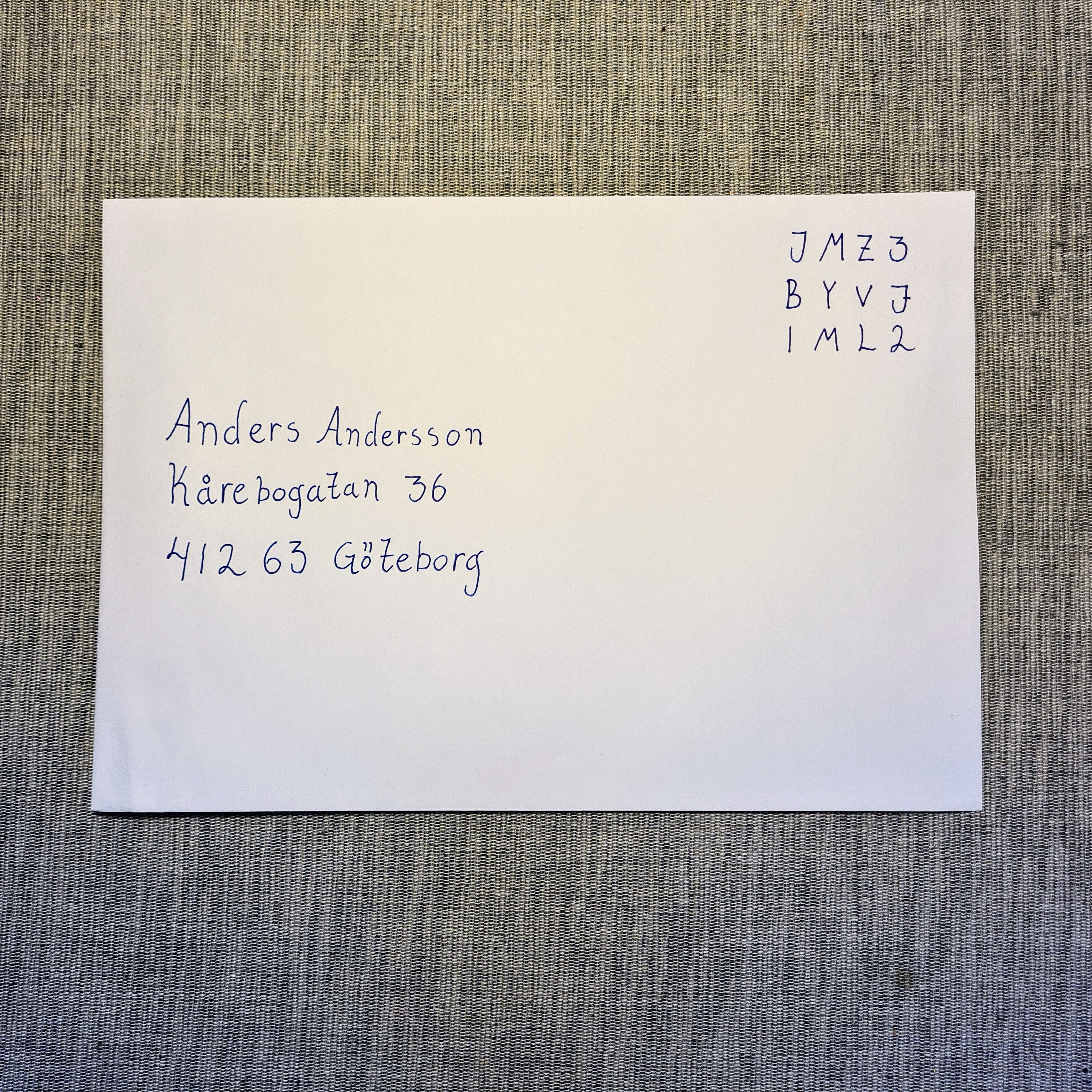
Ett brev med portokod.

Att betala porto med sms har också använts. Det går ut på att man skickar ett sms och får tillbaka en kod som man skriver där frimärket brukar sitta på försändelsen.
I Tyskland blev det möjligt att betala porto via sms 2009, Danmark införde samma typ av system den 1 april 2011 och år 2011 planerade Posten att införa det även i Sverige.
Den 24 mars 2021 införde Postnord portokoder i Sverige via sin webbplats och senare under våren via app.

## Berömda frimärken
- Gul tre skilling banco
- Värnamofrimärkena
- One Penny Black
- Mauritius Post Office-märken